# Xanthopan morganii
Genre
Espèce
Xanthopan morganii, longtemps considéré comme unique représentant du genre qui était donc monotypique Xanthopan, est une espèce de lépidoptères (papillons) de la famille des Sphingidae, de la sous-famille des Sphinginae, de la tribu des Sphingini. En 2021, le statut de la population malgache considérée jusqu'alors comme une sous-espèce et nommée Xanthopan morganii praedicta, a été élevé à celui d'espèce.
Darwin en 1862 avait prédit le mode de pollinisation de l'Orchidée Angraecum sesquipedale. En effet la poche de nectar est éloignée d'environ 30 cm de la partie externe des pièces florales et, selon Darwin, il devait se trouver un papillon muni d'une trompe susceptible d'avoir une longueur entre 25 et 27 cm. Cette prédiction, fondée sur l'idée de coévolution, suscita de nombreuses railleries et il fallu attendre 40 ans avant que Lionel Walter Rothschild et Heinrich Ernst Karl Jordan ne découvrent un papillon de la famille des Sphinx, Xanthopan morganii praedicta, à la trompe démesurée. Cette trompe de 27 cm de long décrit 20 tours pour se loger dans la tête au repos.

## Répartition
Cette espèce vit en Afrique australe et centrale. Elle est présente dans les pays suivants : Gabon, Cameroun, République centrafricaine, Tanzanie, Ghana, République démocratique du Congo, Comores (Mayotte), Sao Tomé, Principe. 
A Madagascar vit Xanthopan morganii praedicta.

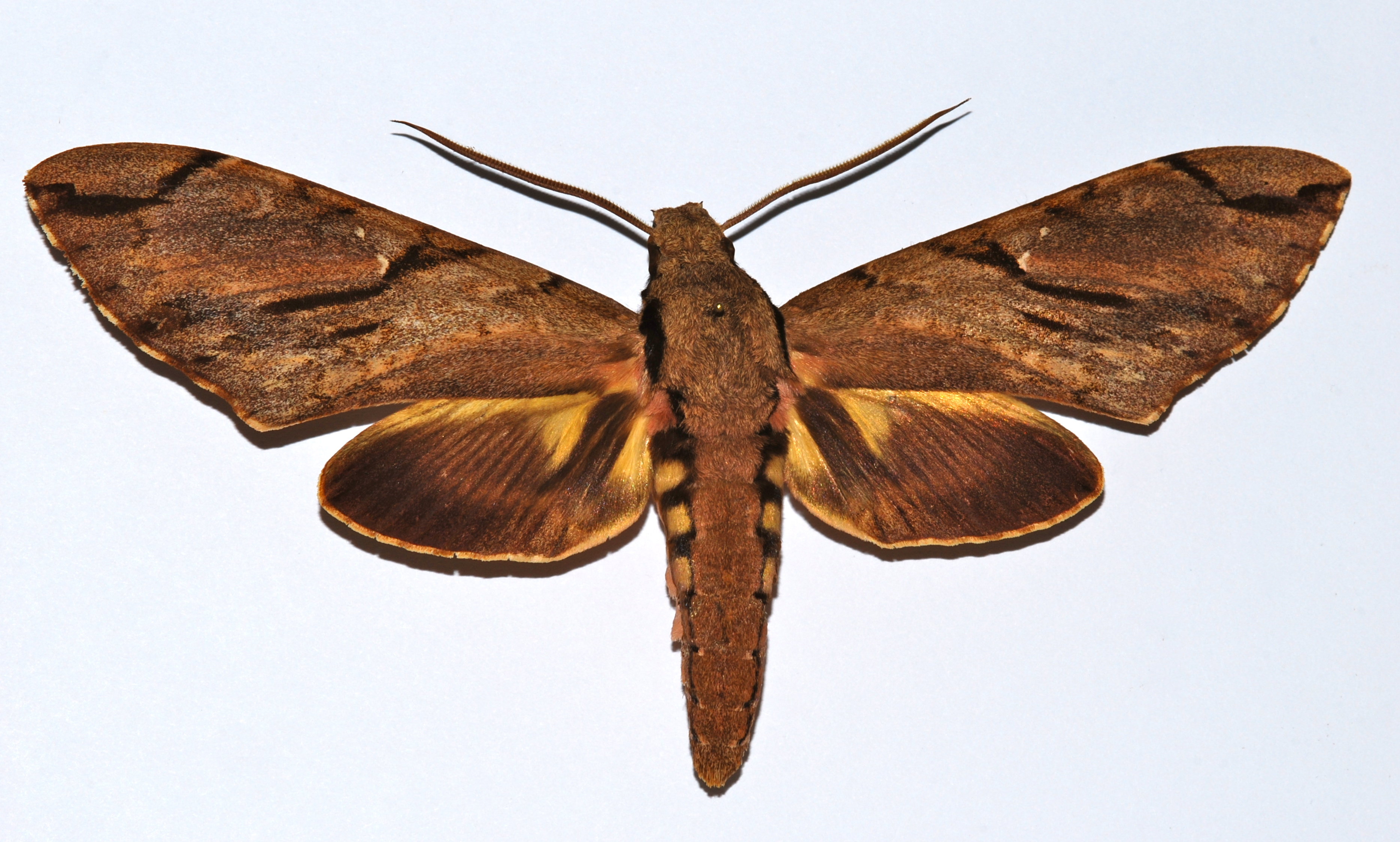
Xanthopan praedicta (Andasibe, Madagascar)